# Susceptanca
Susceptánca (oznaka B) je elektrotehniška in fizikalna količina, določena kot imaginarni del admitance. Mednarodni sistem enot predpisuje zanjo izpeljano enoto S ali Ω-1.
Susceptanco povezuje s konduktanco G in admitanco Y zveza (v elektrotehniki se za imaginarno enoto navadno uporablja oznaka j namesto i):
{\displaystyle Y=G+iB\!\,.}